# Fahd Ballan
Fahd Ballan (en árabe:فهد بلان ) (22 de marzo de 1933, As-Suwayda, Primera República Siria - 24 de diciembre de 1997, Al-Kafr, Siria), fue un popular cantante y actor Sirio de origen Druso. Como la mayoría de los artistas de su generación que comenzaron sus carreras a principios de los años sesenta, estuvo influenciado por las estrellas ya consagradas de esa época. Su característica voz y apariencia lo convirtieron en un símbolo de masculinidad y le valió muchos papeles en diversas películas durante su juventud.

## Biografía
Fahd Ballan desempeñó mayoritariamente su carrera como cantante y actor entre Siria y Egipto trabajando junto al reconocido cantante y compositor Farid al-Atrash y los actores Duraid Lahham y Nihad Qali.
La mayoría de sus canciones las realizaba en un dialecto llamado "Hourani" típico del sur de Siria y el norte de Jordania, y al menos una de sus temas ("Ma Aqdarshi Ala Kidah") era cantada en dialecto egipcio. Fahd Ballan era poseedor de una voz increíblemente poderosa que solía competir dinamicamente con la música de las orquestas que lo acompañaban. Algunas de sus canciones, entre ellas: ("Larchab Haddak Yal Motor") y ("Irkibna 3al Houssan"), son consideradas las precursoras de "música árabe de montaña" o "canciones de los montes" ("Al-Ganiat al-Jabalie") (en árabe: الأغنية الجبلية ).
Estuvo casado en tres oportunidades. Con la actriz Mariam Fakhr Eddine, con la cantante Sabah Fighali y su última esposa, la actriz Amal Afish con la que tuvo a su hijo Ehab Ballan. Tras una larga carrera artística falleció a loas 64 años el 24 de diciembre de 1997 en Al-Kafr, Siria.